# تري كيل
تري كيل (مواليد 5 أبريل 1996) هو لاعب كرة سلة أمريكي يمثل دولياً منتخب سوريا، يلعب في مركز مدافع مسدد الهدف في نادي أولمبيا ميلانو.